# Olympische Winterspiele 1960/Skispringen
Bei den VIII. Olympischen Winterspielen 1960 in Squaw Valley fand ein Wettbewerb im Skispringen statt. Dieser war gleichzeitig Teil der 23. Nordische Skiweltmeisterschaften. Somit wurden neben olympischen Medaillen auch Weltmeisterschaftsmedaillen vergeben. Austragungsort war der Papoose Peak Jump.

## Bilanz

### Medaillenspiegel
| Platz  | Land        | Gold | Silber | Bronze | Gesamt |
| ------ | ----------- | ---- | ------ | ------ | ------ |
| 1      | Deutschland | 1    | –      | –      | 1      |
| 2      | Finnland    | –    | 1      | –      | 1      |
| 3      | Österreich  | –    | –      | 1      | 1      |
| Gesamt | Gesamt      | 1    | 1      | 1      | 3      |

### Medaillengewinner
| Disziplin     | Gold                   | Silber              | Bronze               |
| ------------- | ---------------------- | ------------------- | -------------------- |
| Normalschanze | Helmut Recknagel (EUA) | Niilo Halonen (FIN) | Otto Leodolter (AUT) |

## Wettkampf
Die Vorschau im «Sport Zürich» vom 19. Februar 1960 wies vorerst darauf hin, dass die geographische Lage (zum einen der McKinney-Creek auf 2.000 m Seehöhe, zum anderen die südliche Lage ungefähr am gleichen Breitengrad wie Madrid) und dazu auch die hier von der Luftfeuchtigkeit stark abhängige Beschaffenheit des Schnees wichtige Faktoren sein werden.
Ein Dutzend Springer sei zu einer Medaille fähig. Im Vordergrund stünden die Finnen mit dem aktuellen Weltmeister Kärkinen, mit dem „jungen, außerordentlichen Talent“ Halonen; mindestens eine Medaille scheine sicher zu sein. Die Norweger hätten „Himmel und Hölle in Bewegung gesetzt“, um in ihrer Domäne wieder mitzureden. Die DDR habe Harry Glaß zwar durch einen Unfall (Sturz bei der Vierschanzentournee 1959/60 auf der Bergiselschanze) verloren, aber in Recknagel einen Sieganwärter, auch die Westdeutschen seien mit einem Mann der „Extraklasse“, Bolkart, vertreten. Weitere Anwärter für vordere Plätze seien die beiden Schweden Lindqvist und Eriksson und auch einer aus Österreichs Spitzentrio. Der einzige Vertreter der Schweiz, Andreas Däscher, habe in dieser Saison noch nichts Überragendes geleistet und bisher immer verkrampft gewirkt. Wenn nicht alles trüge, würden die Spiele mit einer „sehr hochstehenden Sprungkonkurrenz“ abgeschlossen werden.
Nachdem am Vormittag der Himmel bedeckt war, klärte er sich auf, sodass die Springer ideale Verhältnisse vorfanden. Weil Recknagel nach seinem ersten Sprung auf 93,5 m den K-Punkt weit übersprungen hatte, gab es für den zweiten Durchgang eine massive Verkürzung um zwei Luken, was sich als etwas zu viel herausstellen sollte. Die Bahn war inzwischen wesentlich langsamer geworden, doch änderte dies am Ausgang der Konkurrzenz nichts. Recknagel war schon im Training der Beste gewesen. Von den übrigen Deutschen konnte sich Bolkart steigern, Kührt schlug sich gut, während Lesser enttäuschte. Die Finnen präsentierten sich erwartungsgemäß besser als im Training. Bei den Österreichern konnte sich Leodolter noch stark verbessern, allerdings hatte er sich schon in den Trainings für eine Medaille empfohlen. Seine Kameraden waren wesentlich schwächer. Die Sowjetspringer spielten mit drei in den ersten Zehn eine bedeutende Rolle, bei den Norwegern musste sich der weit springende Yggeseth zweimal leichte Abzüge für unruhige Flüge gefallen lassen. Eine Überraschung stellte der für die USA startende Samuelstuen dar, der sehr gut mithielt und vor allem in der ersten Serie sehr weit sprang.
| Rang | #  | Athlet                  | Nation             | Sprung 1 | Sprung 1 | Sprung 2 | Sprung 2 | Gesamt |
| Rang | #  | Athlet                  | Nation             | Weite    | Punkte   | Weite    | Punkte   | Punkte |
| ---- | -- | ----------------------- | ------------------ | -------- | -------- | -------- | -------- | ------ |
| 1    | 44 | Helmut Recknagel        | Deutschland        | 93,5 m   | 113,6    | 84,5 m   | 113,6    | 227,2  |
| 2    | 45 | Niilo Halonen           | Finnland           | 92,5 m   | 111,3    | 83,5 m   | 111,3    | 222,6  |
| 3    | 41 | Otto Leodolter          | Österreich         | 88,5 m   | 107,6    | 83,5 m   | 111,8    | 219,4  |
| 4    | 34 | Nikolai Kamenski        | Sowjetunion        | 90,5 m   | 110,2    | 79,0 m   | 106,7    | 216,9  |
| 5    | 38 | Torbjørn Yggeseth       | Norwegen           | 88,5 m   | 106,6    | 82,5 m   | 109,5    | 216,1  |
| 6    | 24 | Max Bolkart             | Deutschland        | 87,5 m   | 104,3    | 81,0 m   | 108,3    | 212,6  |
| 7    | 21 | Ansten Samuelstuen      | Vereinigte Staaten | 90,0 m   | 107,8    | 79,0 m   | 103,7    | 211,5  |
| 8    | 10 | Juhani Kärkinen         | Finnland           | 87,5 m   | 108,3    | 82,0 m   | 103,1    | 211,4  |
| 9    | 20 | Koba Zakadse            | Sowjetunion        | 89,0 m   | 107,0    | 79,5 m   | 104,1    | 211,1  |
| 10   | 18 | Nikolai Schamow         | Finnland           | 85,5 m   | 103,2    | 80,5 m   | 107,4    | 210,6  |
| 11   | 22 | Halvor Næs              | Norwegen           | 86,0 m   | 103,1    | 81,5 m   | 106,7    | 209,8  |
| 12   | 14 | Veit Kührt              | Deutschland        | 88,5 m   | 106,1    | 79,5 m   | 102,6    | 208,7  |
| 13   | 13 | Kåre Berg               | Norwegen           | 83,0 m   | 100,7    | 81,5 m   | 106,7    | 207,4  |
| 14   | 28 | Albin Plank             | Österreich         | 87,5 m   | 105,3    | 75,5 m   | 101,4    | 206,7  |
| 15   | 23 | Sadao Kikuchi           | Japan              | 88,5 m   | 104,1    | 77,0 m   | 102,1    | 206,2  |
| 16   | 08 | Walter Steinegger       | Österreich         | 87,5 m   | 103,3    | 79,5 m   | 102,6    | 205,9  |
| 17   | 30 | Eino Kirjonen           | Finnland           | 85,5 m   | 104,2    | 79,5 m   | 101,6    | 205,8  |
| 18   | 37 | Rolf Strandberg         | Schweden           | 86,5 m   | 100,0    | 81,0 m   | 104,8    | 204,8  |
| 19   | 01 | Bengt Eriksson          | Schweden           | 83,5 m   | 99,6     | 78,8 m   | 102,4    | 202,0  |
| 20   | 43 | Andreas Däscher         | Schweiz            | 86,0 m   | 101,1    | 77,0 m   | 100,1    | 201,2  |
| 03   | 21 | Werner Lesser           | Deutschland        | 81,5 m   | 98,0     | 78,5 m   | 102,8    | 200,8  |
| 22   | 12 | Kōichi Satō             | Japan              | 82,0 m   | 98,4     | 78,0 m   | 101,9    | 200,3  |
| 23   | 07 | Ole Tom Nord            | Norwegen           | 81,0 m   | 94,6     | 82,0 m   | 105,6    | 200,2  |
| 24   | 27 | Dino De Zordo           | Italien            | 85,5 m   | 99,7     | 77,0 m   | 99,1     | 198,8  |
| 25   | 42 | Yōsuke Etō              | Japan              | 85,5 m   | 102,2    | 72,5 m   | 95,5     | 197,7  |
| 26   | 40 | Claude Jean-Prost       | Frankreich         | 84,5 m   | 99,9     | 75,5 m   | 96,9     | 196,8  |
| 27   | 09 | Leonid Fjodorow         | Sowjetunion        | 83,0 m   | 97,2     | 73,0 m   | 95,9     | 193,1  |
| 28   | 02 | Jon St. Andre           | Vereinigte Staaten | 81,5 m   | 92,5     | 78,5 m   | 99,8     | 192,3  |
| 29   | 25 | Inge Lindqvist          | Schweden           | 79,5 m   | 90,4     | 79,5 m   | 99,7     | 190,1  |
| 30   | 04 | Takashi Matsui          | Japan              | 78,5 m   | 92,6     | 75,0 m   | 97,0     | 189,6  |
| 31   | 39 | Władysław Tajner        | Polen              | 78,5 m   | 87,6     | 79,5 m   | 100,6    | 188,2  |
| 32   | 16 | Butch Wedin             | Vereinigte Staaten | 79,0 m   | 93,5     | 72,0 m   | 93,6     | 187,1  |
| 33   | 32 | Jacques Charland        | Kanada             | 76,5 m   | 91,0     | 73,5 m   | 95,3     | 186,3  |
| 34   | 29 | Gerry Gravelle          | Kanada             | 78,5 m   | 94,4     | 76,0 m   | 91,0     | 185,4  |
| 34   | 15 | Willi Egger             | Österreich         | 79,5 m   | 88,1     | 70,0 m   | 97,3     | 185,4  |
| 36   | 36 | Nilo Zandanel           | Italien            | 84,0 m   | 95,0     | 71,0 m   | 89,8     | 184,8  |
| 37   | 06 | Enzo Perin              | Italien            | 75,0 m   | 84,8     | 76,0 m   | 96,8     | 181,6  |
| 38   | 31 | Robert Rey              | Frankreich         | 78,0 m   | 87,7     | 72,0 m   | 91,6     | 179,3  |
| 39   | 19 | Luigi Pennacchio        | Italien            | 70,5 m   | 78,7     | 72,5 m   | 92,5     | 171,2  |
| 40   | 05 | Veikko Kankkonen        | Finnland           | 86,5 m   | 72,0     | 75,0 m   | 96,0     | 168,0  |
| 41   | 35 | Tamás Sudár             | Ungarn             | 73,5 m   | 84,1     | 64,0 m   | 81,7     | 165,8  |
| 42   | 46 | Gene Kotlarek           | Vereinigte Staaten | 84,0 m   | 96,5     | 77,0 m   | 68,6     | 165,1  |
| 43   | 33 | Skarphéðinn Guðmundsson | Island             | 64,0 m   | 73,0     | 64,0 m   | 82,7     | 155,7  |
| 44   | 11 | Alois Moser             | Kanada             | 62,0 m   | 71,4     | 64,0 m   | 79,7     | 151,1  |
| 45   | 17 | Kjell Sjöberg           | Schweden           | 78,5 m   | 94,1     | 46,0 m   | 33,8     | 127,9  |